# Barbus unitaeniatus
Barbus unitaeniatus är en fiskart som beskrevs av Günther, 1866. Barbus unitaeniatus ingår i släktet Barbus och familjen karpfiskar. IUCN kategoriserar arten globalt som livskraftig. Inga underarter finns listade.